# Maison-musée de Sattar Bahlulzade
La maison-musée de Sattar Bahlulzade est une maison-musée créée pour Sattar Bahlulzade, l'un des représentants les plus éminents de l'école de peinture azerbaïdjanaise, l'ouvrier d'art émérite d'Azerbaïdjan (1960), l'artiste du peuple d'Azerbaïdjan (1963) et le lauréat du prix d'État de la RSS d'Azerbaïdjan (1972).

## Histoire
Pour la première fois, la maison-musée de Sattar Bahlulzade a été organisé dans une mosquée à deux minarets construite en 1981 par le négociant en pétrole Murtuza Mukhtarov dans le village d'Əmircan où l'artiste est né. Là, les objets personnels et les copies des peintures ont été présentés.
En 1989, la maison-musée de l'artiste a été fermée en raison de la restauration de l'activité des mosquées, et ses œuvres et effets personnels ont été transférés au musée d'art d'État d'Azerbaïdjan nommé d'après Rustam Moustafayev.
Le musée a été créé conformément au décret du chef national Heydar Aliyev en 1994. Le 23 mai 2014, dans le village d'Əmircan, district de Surakhani à Bakou, le ministère de la Culture et du Tourisme a organisé une cérémonie d'ouverture après la rénovation, restauration et exposition de la maison-musée.

## Exposition
Le musée se compose d'une maison de deux étages et d'une cour. L'exposition du musée comprend 5 salles au deuxième étage avec un couloir. 
L'intérieur comprend la reproduction des "Jorat Melons" de l'artiste, des pinceaux du peintre, des teintures, des pages de presse de plusieurs années de l'artiste, ainsi que des articles publiés dans des publications scientifiques, ainsi que des photos personnelles et officielles et des reproductions de ses célèbres œuvres. Des télégrammes de félicitations adressés au peintre sur divers événements remarquables, des catalogues de S. Bahlulzade dans différentes langues, des invitations à ses expositions personnelles, des documents personnels et d'autres expositions d'importance historique sont présentés sur les vitrines. En plus des livres personnels de l'artiste, des livres présentés par des amis de l'art à l'artiste, des livres sur lui sont également placés sur les vitrines. Les œuvres de Sattar Bahlulzade sont exposées dans toutes les salles du musée. 
La maison-musée est principalement financée par le neveu de Sattar Balulzade, Rafael Abdinov. En 2014, l'exposition personnelle de Sattar Bahlulzade composée des œuvres graphiques de l'artiste, qui n'étaient exposées nulle part à ce moment-là et étaient conservées dans des collections privées, a eu lieu.
Le catalogue des caricatures de S.Bahlulzadeh qui a été publié dans le journal «Kommunist» entre 1931 et 1933, a été préparé et publié, en même temps qu'une exposition de ces caricatures a été organisée.  